# Гора Івасю Камінь (Кошельово)
Івасю Камінь — гора в Українських Карпатах, одна із вершин масиву Тупий (частина Вулканічного хребта). Розташована біля гори Ільмова (719 м) та села Кошельово, Хустського району, Закарпатської області.
Висота — 557 метрів над р. м.
Форма вершини — куполоподібна. Складається з андезитів, андезито-базальтів, базальтів і туфів.
У підніжжя Івасю Камінь стоїть Іллінський храм (Свято-Вознесенський храм)(УПЦ).
За однією із версій у камені знаходиться печера, в якій, за легендою проживав монах-відлюдник, який днями та ночами молився і спокутував свої гріхи. Видима частина гори, яка є масивним каменем, стоїть на висоті 471 метр, із неї часто роблять фото. Івасю Камінь розташований біля частини села під назвою Камінець.
Походження назви «Івасю Камінь» невідоме.

## Джерело інформації
- Енциклопедія українознавства : Словникова частина : [в 11 т.] / Наукове товариство імені Шевченка ; гол. ред. проф., д-р Володимир Кубійович. — Париж — Нью-Йорк : Молоде життя, 1955—1995. — ISBN 5-7707-4049-3.
- Географічна енциклопедія України : [у 3 т.] / редкол.: О. М. Маринич (відповід. ред.) та ін. — К., 1989—1993. — 33 000 екз. — ISBN 5-88500-015-8.
- Google Планета Земля Pro.